# Shake Me Up
Albums de Little Feat
Representing the Mambo
(1990) As Time Goes By: The Very Best of Little Feat
(1994)
Singles
1. Shake Me Up
Sortie : 1991

Shake Me Up est le dixième album studio de Little Feat, sorti le 24 septembre 1991.
L'album s'est classé 126e au Billboard 200.

## Liste des titres
| No  | Titre                                   | Auteur                               | Durée |
| --- | --------------------------------------- | ------------------------------------ | ----- |
| 1.  | Spider's Blues (Might Need it Sometime) | Barrere, Payne, Tackett              | 4:19  |
| 2.  | Shake Me Up                             | Barrere, Fuller, Kibbee, Payne       | 4:52  |
| 3.  | Things Happen                           | Barrere, Payne, Tackett              | 4:25  |
| 4.  | Mojo Haiku                              | Fuller, Payne                        | 5:12  |
| 5.  | Loved and Lied To                       | Barrere, Fuller, Hayward, Payne      | 5:00  |
| 6.  | Don't Try So Hard                       | Fuller                               | 4:19  |
| 7.  | Boom Box Car                            | Barrere                              | 4:37  |
| 8.  | Fast & Furious                          | Barrere, Clayton, Payne, Tackett     | 4:13  |
| 9.  | Livin' on Dreams                        | Barrere, Fuller, Payne, Tackett      | 5:26  |
| 10. | Clownin'                                | Barrere, Tackett                     | 4:44  |
| 11. | Down in Flames                          | Barrere, Fuller, Kibbee, Park, Payne | 6:22  |

## Personnel

### Musiciens
- Paul Barrere : guitare, chant
- Sam Clayton : percussions, chant
- Craig Fuller : chant, guitare
- Kenny Gradney : basse
- Richard Hayward : batterie, chant
- Bill Payne : claviers, chant
- Fred Tackett : guitare, guitare acoustique, trompette

### Musiciens additionnels
- Valerie Carter chœurs (pistes 4, 5 et 9)
- Shaun Murphy : chœurs (pistes 1, 2, 3, 8 et 10)
- Bonnie Sheridan : chœurs (pistes 3 et 10)
- The Memphis Horns : cuivres (piste 3)